# Asplenium spirale
Asplenium spirale är en svartbräkenväxtart som beskrevs av Holtt. Asplenium spirale ingår i släktet Asplenium och familjen Aspleniaceae. Inga underarter finns listade.